# Sura xanthopyga
Sura xanthopyga là một loài bướm đêm thuộc họ Sesiidae. Nó được biết đến ở Kenya và Uganda.